# زالتساتال
زالتساتال (به آلمانی: Salzatal) یک شهر در آلمان است که در زالهکرایس واقع شده‌است. زالتساتال ۱۲٬۸۴۶ نفر جمعیت دارد.